# Hanzhong
Hanzhong, tidigare stavat Hanchung, är en stad på prefekturnivå i Shaanxi-provinsen i nordvästra Kina. Den ligger omkring 210 kilometer sydväst om provinshuvudstaden Xi'an.

## Geografi

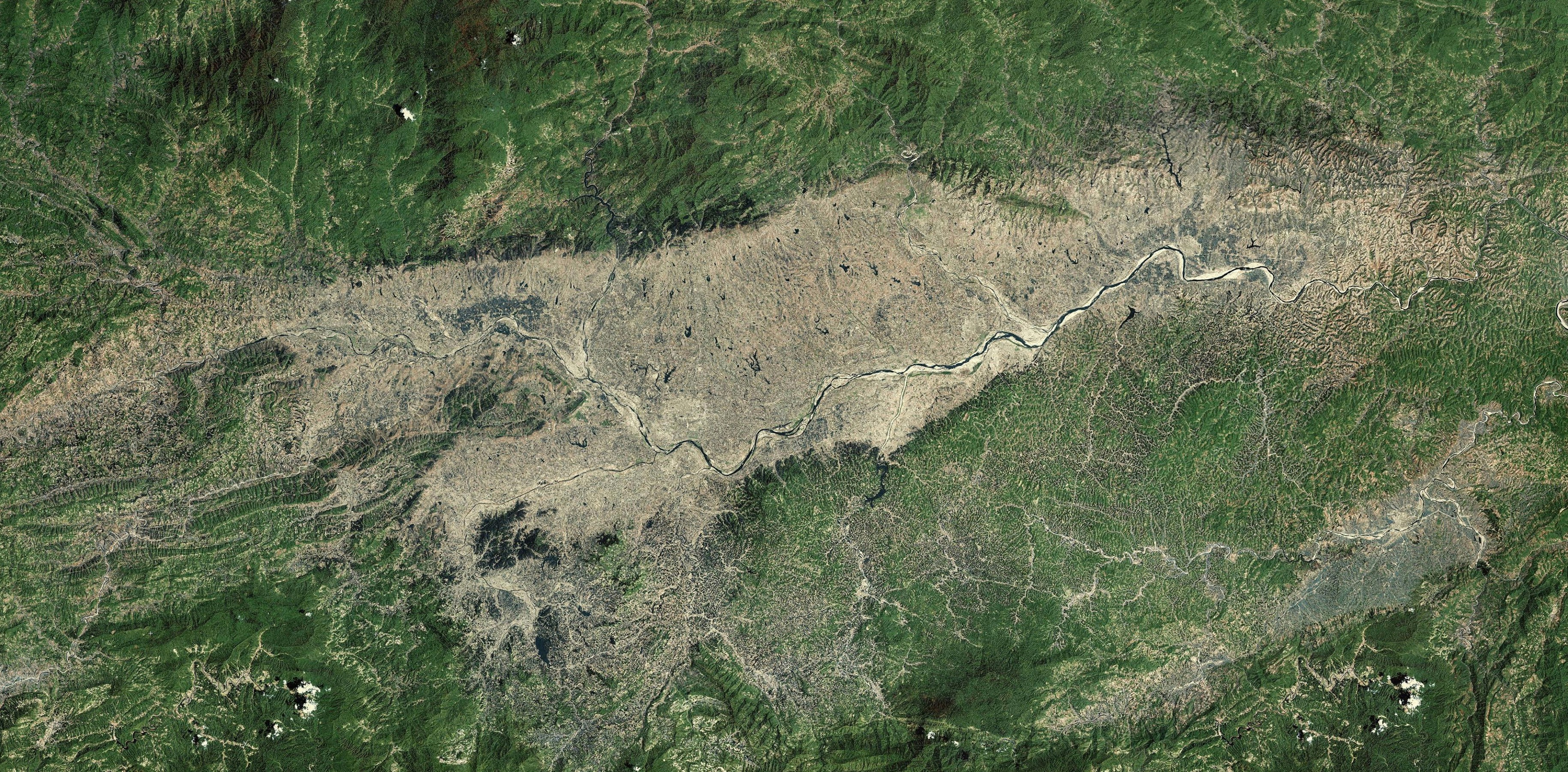
Satellitbild över större delen av Hanzhong.

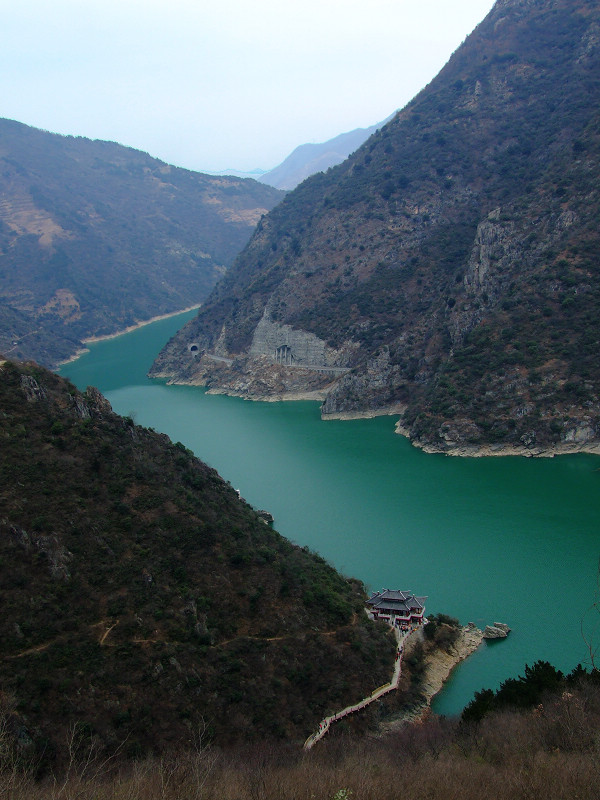
Baohe-floden som rinner ned från Qinling i norr.

Hanzhong ligger i sydvästra Shaanxi när gränsen mot Gansu och Sichuan provinserna och är en del av Shannan regionen. Hanzhong ligger söder om bergskedjan Qinling, och norr om Dabashan. Han-floden, Yangtze-flodens största biflod rinner igenom Hanzhong. Den norra delen av prefekturen är högre belägen än den södra delen, altituden varierar mellan cirka 500 meter i bosatta områden till cirka 2000 meter över havet runt Qinling i norr.

### Klimat
Hanzhong har ett fuktigt subtropiskt klimat (Köppen Cwa) med svala, fuktiga vintrar och varma, fuktiga somrar. Den dagliga medeltemperaturen i januari är 2,4 °c, Qinling-bergen i norr skyddar mot det sibiriska högtrycket på vintrarna som annars drar med sig mycket kall och torr vind vintertid. Som ett resultat är inte Hanzhong kallare än andra orter i samma breddgrad, längre öster i Kina, trots sin altitud och position i inlandet.
|                                                                     | Jan  | Feb  | Mar  | Apr  | Maj  | Jun  | Jul   | Aug   | Sep   | Okt  | Nov  | Dec   | År    |
| ------------------------------------------------------------------- | ---- | ---- | ---- | ---- | ---- | ---- | ----- | ----- | ----- | ---- | ---- | ----- | ----- |
| Medeltemp. (°C)                                                     | 2,4  | 4,9  | 9,2  | 15,2 | 19,6 | 23,3 | 25,2  | 25,0  | 20,1  | 14,8 | 8,7  | 3,6   | 14,3  |
|                                                                     |      |      |      |      |      |      |       |       |       |      |      |       |       |
| Högsta rekord (°C)                                                  | 16,9 | 19,9 | 29,4 | 32,2 | 35,1 | 36,2 | 38,3  | 37,4  | 36,8  | 29,0 | 24,8 | 16,7  | 38,3  |
| Högsta medeltemp. (°C)                                              | 8,6  | 9,5  | 14,0 | 20,7 | 25,2 | 28,1 | 29,7  | 29,9  | 24,4  | 19,1 | 13,0 | 7,9   | 19,1  |
| Lägsta medeltemp. (°C)                                              | −0,6 | 1,5  | 5,5  | 10,7 | 15,3 | 19,3 | 21,7  | 21,3  | 17,0  | 11,9 | 5,7  | 0,7   | 10,8  |
| Lägsta rekord (°C)                                                  | −7,0 | −6,0 | −3,8 | 0,2  | 6,1  | 10,0 | 15,1  | 14,1  | 9,3   | −1,3 | −3,9 | −10,0 | −10,0 |
|                                                                     |      |      |      |      |      |      |       |       |       |      |      |       |       |
| Nederbörd (mm)                                                      | 8,7  | 10,1 | 31,6 | 57,0 | 94,0 | 97,5 | 175,2 | 125,2 | 139,5 | 73,5 | 32,0 | 8,2   | 852,7 |
| Källa: Weather.com.cn mellan åren 1971—2000, inläst 2 november 2012 |      |      |      |      |      |      |       |       |       |      |      |       |       |

## Administrativ indelning
| Karta         | Karta     | Karta     | Karta          | Karta                 | Karta      | Karta             |
| ------------- | --------- | --------- | -------------- | --------------------- | ---------- | ----------------- |
|               |           |           |                |                       |            |                   |
| Nr            | Namn      | Kinesiska | Pinyin         | Folkmängd (2004 est.) | Area (km²) | Folktäthet (/km²) |
| Stadsdistrikt |           |           |                |                       |            |                   |
| 1             | Hantai    | 汉台区    | Hàntái qū      | 530 000               | 556        | 954               |
| Härad         |           |           |                |                       |            |                   |
| 2             | Nanzheng  | 南郑县    | Nánzhèng xiàn  | 550 000               | 2 849      | 193               |
| 3             | Chenggu   | 城固县    | Chénggù xiàn   | 510 000               | 2 265      | 225               |
| 4             | Yang      | 洋县      | Yáng xiàn      | 440 000               | 3 206      | 137               |
| 5             | Xixiang   | 西乡县    | Xīxiāng xiàn   | 400 000               | 3 204      | 125               |
| 6             | Mian      | 勉县      | Miǎn xiàn      | 420 000               | 2 406      | 175               |
| 7             | Ningqiang | 宁强县    | Níngqiáng xiàn | 330 000               | 3 243      | 102               |
| 8             | Lüeyang   | 略阳县    | Lüèyáng xiàn   | 200 000               | 2 831      | 71                |
| 9             | Zhenba    | 镇巴县    | Zhènbā xiàn    | 280 000               | 3 437      | 81                |
| 10            | Liuba     | 留坝县    | Liúbà xiàn     | 50 000                | 1 970      | 25                |
| 11            | Foping    | 佛坪县    | Fópíng xiàn    | 30 000                | 1 279      | 23                |

## Transport

### Flygtrafik
Hanzhong Xiguan Airport (kinesiska: 汉中西关机场) (IATA: HZG, ICAO: ZLHZ) är belägen endast 2 kilometer från centrum; på grund av detta är en expansion av flygplatsen svår att genomföra och därför byggs den militära flygplatsen Hanzhong Chenggu Airport (kinesiska: 汉中城固机场) om för att fungera både för militär och civil verksamhet, ombyggnaden är beräknad att vara klar år 2020.

### Tågtrafik
Yangpingguanzhen–Ankang järnvägen är en enkelspårig elektrifierad järnväg som sträcker sig från Yangpingguanzhen i Ningqiang häraden väst om Hanzhong till Ankang i sydöstra Shaanxi. Linjen som är 356 km lång började byggas 1969 och öppnades i december 1972.  2009 började planer på att bygga ut järnvägen till två spår.